# Capella de la Desaparició
La capella de la Desaparició, coneguda també amb el nom de la capella de Sant Joan, és una petita capella de 7,3 x 5 metres del Santuari del Miracle que s'aixeca a poc més de 150 m a l'oest de la plaça del santuari, sota mateix de la rotonda que es troba a l'entrada del mateix per la banda de ponent. Davant de la capella hi ha una creu de pedra i un clos també de pedra.
La creu, de la qual avui només se'n conserva la base prismàtica i la columna va ser feta aixecar l'any 1548 en el lloc on la Verge Nena es va aparèixer al Jaumet de la Cirosa. A la cara de la base que mira a la capella encara avui s'hi pot llegir aquesta inscripció gravada en baix relleu:
| A FETA FER LA PRESENT CREU LO MES TRE JAUME MONROIG BO TER DE TORÀ L'ANY MD XXXXV III |

El clos de pedra, aixecat el 1677, delimita una superfície quadrangular terraplenada fins a l'alçada de les parets i damunt de la qual hi creixen boixos i altres arbusts però que en el seu moment va ser construït per a protegir l'alzina Dòria. A la cara del clos que mira a la capella s'hi pot endevinar la següent inscripció, gravada en baix relleu:
| FINS ASSI VEREN LOS PASTORETS A LA MARE DE DEU QUAN AGUE APAREGUT EN LA CREU DE LA PLASA EN LO ANY 1458 |

Davant de la creu un tal Joan Alterachs hi va fer construir la capella l'any 1600 (així consta a la llinda de l'entrada). De base rectangular, coberta de volta de canó i façana amb la portal rectangular tancat amb porta de dues fulles de fusta orna des amb volutes de ferro forjat i una finestreta, també rectangular a cada costat, va ser incendiada i parcialment destruïda l'any 1936 i reconstruïda el 1946 i embellida per un mosaic projectat per Frederic Marès i realitzat per Santiago Padrós format per tres peces.